# Monastero di Morača
Il monastero di Morača è un monastero della chiesa serbo-ortodossa nel Montenegro centrale. È uno dei complessi religiosi costruiti in Montenegro nel medioevo.
Il monastero, come riporta un'iscrizione sul portale occidentale, fu fondato nel 1252 da Stefan, figlio di Vukan Nemanjić, re del principato di Zeta e nipote di Stefan Nemanja, "padre" della nazione serba. 
Il complesso è formato da due chiese. La più grande Uspenje Bogorodice (Assunzione della Vergine Maria) presenta la facciata ornata da affreschi opera di Djurdje Mitrofanic risalenti al 1616. Il tesoro della chiesa conserva codici miniati e una copia dell'Oktoih del 1494, primo libro liturgico stampato in cirillico. La chiesa più piccola è dedicata a Sveti Nikola (san Nicola).